# دبورا آنتونیوز
دبورا آنتونیوز (فرانسوی: Déborah Anthonioz‎؛ زادهٔ ۲۹ اوت ۱۹۷۸) اسنوبردسوار اهل فرانسه است.
وی در مسابقات کشوری و بین‌المللی در مجموع برندهٔ ۱ مدال نقره، ۱ مدال برنز شده‌است.